# موسى كريدي
كامل سلمان الجبوري (2003). معجم الأدباء من العصر الجاهلي حتى سنة 2002م. بيروت: دار الكتب العلمية. ج. 6. ص. 290. ISBN:978-2-7451-3694-7. LCCN:2003489875. OCLC:54614801. OL:21012293M. QID:Q111309344.
موسى جابر كُرَيْدي (1940 - ديسمبر 1996)، هو قاص وروائي وشاعر عراقي، وُلد في النجف، حصل على إجازة في اللغة العربية من جامعة بغداد عام 1965. عمل مدرّسًا مدّة، ثم انتقل إلى العمل في وزارة الإعلام. وبدأ ميوله القصصية تتضح في اوائل الستينيات من القرن العشرين، وكانت مجموعته الأولى بعنوان «أصوات في المدينة»، ترأس تحرير «مجلة الكلمة» منذ ((1964-1974م)) . ثم رأس تحرير الموسوعة الصغيرة. له ديوان شعر عنوانه بالشوق والأسئلة. 

## مؤلفاته
- أصوات في المدينة
- غرف نصف مضاءة
- خطوات المسافر نحو الموت
- فضاءات الروح
- نهايات صيف